# 十三朵玫瑰

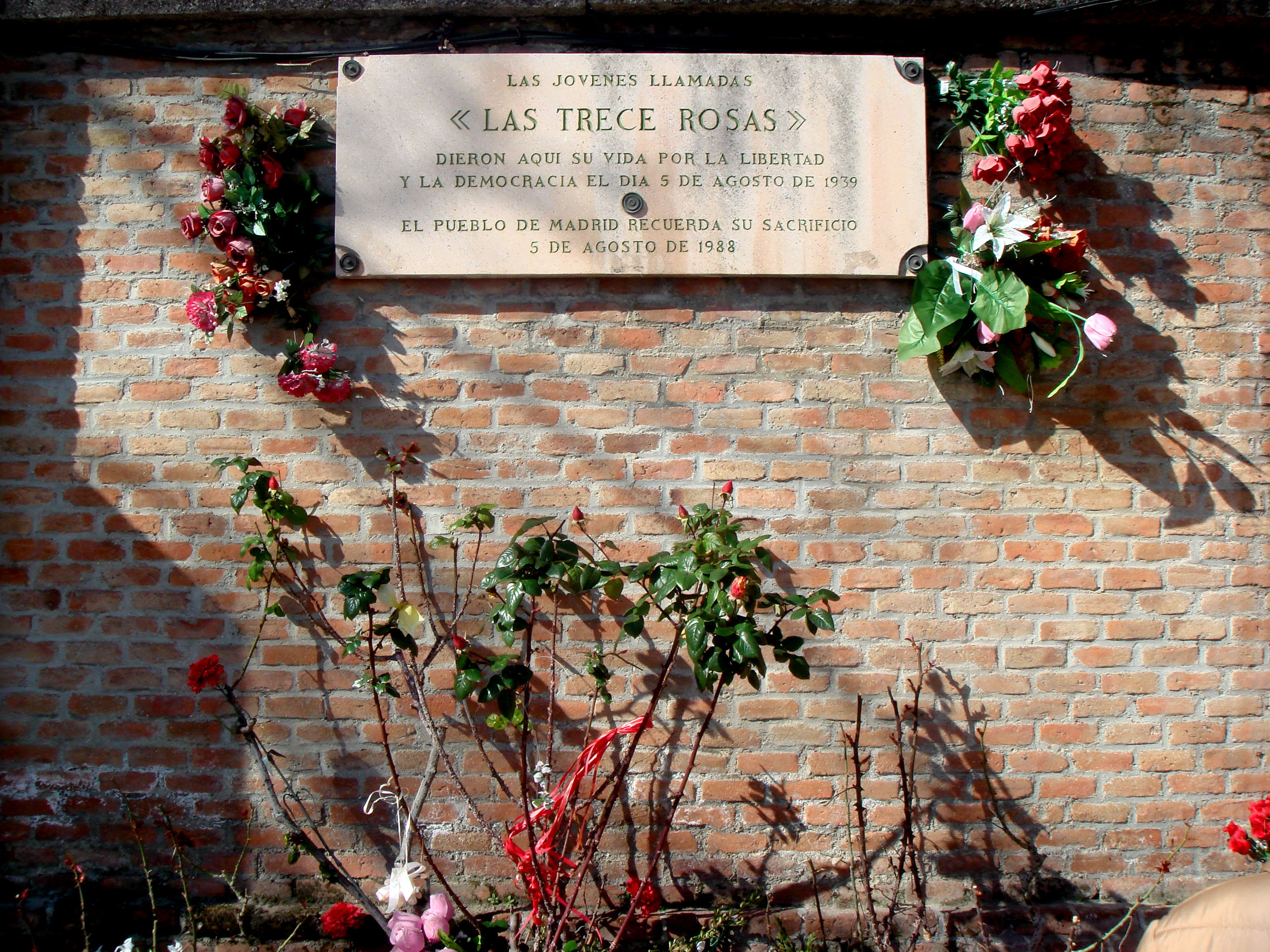
“十三朵玫瑰”的纪念地

十三朵玫瑰（西班牙語：Las Trece Rosas）是指在西班牙内战结束后的1939年8月5日，被佛朗哥政权处以行刑队枪决的13名女青年。

## 历史
1936年7月，以佛朗哥为首的西班牙長槍黨军官发动政变，西班牙内战爆发。1939年4月，佛朗哥取得了胜利。在此之后，他对许多共和派战线的左翼团体与组织进行了强力的镇压与报复行动。许多左翼人士流亡国外。
其中，21岁的统一社会主义青年区域执行委员会总书记何塞·佩纳·布雷亚负责青年团员的秘密转移工作。他遭到了背叛，并被逮捕和监禁。在严刑拷打下，他供出了仍躲藏在西班牙的共和派人士名字。随后，仍留在马德里的大批统一社会主义青年团员被捕，并被关入监狱，遭到了酷刑。1939年8月5日，监狱中的60多人在东部公墓（现阿尔穆德纳公墓）被集体处以行刑队枪决，其中有13位女青年。他们的罪名是：被指控谋杀秘密警察加尔瓦东（Gabaldón）及其女儿和司机。
佛朗哥死后，西班牙经历了民主转型。一些民众自发前往阿尔穆德纳公墓为她们献花。2003年，著名作家赫苏斯·费雷罗出版《十三朵玫瑰》，纪念牺牲的13名女青年。此后，西班牙陆续出现了以“十三朵玫瑰”为题材的纪录片、电影以及音乐等纪念创作。2005年还成立了十三朵玫瑰基金会。

## 名单
“十三朵玫瑰”遇害时的年龄在18岁至29岁之间。除了钢琴家布里萨克，她们都是统一社会主义青年团团员（共产党青年翼），有的已经是共产党党员。
| 姓名（译）                   | 姓名（原）                   | 年龄 | 职业     |
| ---------------------------- | ---------------------------- | ---- | -------- |
| 卡门·巴雷罗·阿瓜多           | Carmen Barrero Aguado        | 20   | 裁缝     |
| 玛蒂娜·巴罗索·加西亚         | Martina Barroso García       | 24   | 裁缝     |
| 布兰卡·布里萨克·巴斯克斯     | Blanca Brisac Vázquez        | 29   | 钢琴家   |
| 皮拉尔·布埃诺·伊瓦涅斯       | Pilar Bueno Ibáñez           | 27   | 裁缝     |
| 胡莉娅·科内萨·科内萨         | Julia Conesa Conesa          | 19   | 裁缝     |
| 阿德里娜·加西亚·卡西利亚斯   | Adelina García Casillas      | 19   | 积极分子 |
| 埃莱娜·希尔·奥拉亚           | Elena Gil Olaya              | 20   | 裁缝     |
| 比尔杜德斯·冈萨雷斯·加西亚   | Virtudes González García     | 18   | 裁缝     |
| 安娜·洛佩斯·加列戈           | Ana López Gallego            | 21   | 裁缝     |
| 华金娜·洛佩斯·拉菲特         | Joaquina López Laffite       | 23   | 书记     |
| 狄奥尼西亚·曼萨内罗·萨拉斯   | Dionisia Manzanero Salas     | 20   | 裁缝     |
| 维多利亚·穆尼奥斯·加西亚     | Victoria Muñoz García        | 18   | 积极分子 |
| 路易莎·罗德里格斯·德拉富恩特 | Luisa Rodríguez de la Fuente | 18   | 裁缝     |

## 其他
公开的文件显示，1939年7月29日，还有另外两名女青年安东尼娅·托雷斯和胡莉娅·贝利斯卡，以及53名男青年遭遇了同样形式的枪决。